# مسابقه آواز یوروویژن ۲۰۲۴
مسابقه آواز یوروویژن ۲۰۲۴ شصت و هشتمین دوره مسابقه آواز یوروویژن است. پس از پیروزی سوئد در مسابقه ۲۰۲۳ با آهنگ «تتو» از لورین این رقابتها در مالمو، سوئد برگزار شد. این مسابقه که توسط اتحادیه پخش برنامه‌های اروپایی (EBU) و پخش کننده میزبان تلویزیون سوئد برگزار می‌شود، در ورزشگاه مالمو آرنا برگزار شد و شامل دو نیمه نهایی در ۷ و ۹ می و یک فینال در ۱۱ می ۲۰۲۴ بود. این سه نمایش زنده توسط پترا مد و مالین اکرمان ارائه شد که پترا مد قبلاً در سال‌های  ۲۰۱۳ و ۲۰۱۶ این کار را انجام داده بود.
سی و هفت کشور در این مسابقه شرکت کردند. لوکزامبورگ ۳۱ سال پس از آخرین شرکت خود در سال ۱۹۹۳ به مسابقات بازگشت، در حالی که رومانی در این دوره شرکت نکرد. یوست کلاین، شرکت کننده هلندی در پی شکایت یکی از اعضای گروه تولید، از فینال این مسابقه اخراج شد. در نهایت نیمو، خواننده سوئیسی با ترانه د کد برنده مسابقه آواز یوروویژن شد.

## مسابقه

### نیمه نهایی ۱
اولین نیمه نهایی در ۷ مه ۲۰۲۴ در ساعت ۲۱:۰۰ سی‌ای‌اس‌تی برگزار شد. پانزده کشور در اولین نیمه نهایی شرکت کردند.
| R/O | کشور       | خواننده(ها)                   | نام آهنگ                  | امتیاز‌ها | جایگاه |
| --- | ---------- | ----------------------------- | ------------------------- | -------- | ------ |
| ۱   | قبرس       | سلیا کاپسیس                   | "Liar"                    | ۶۷       | ۶      |
| ۲   | صربستان    | تیا دورا                      | "Ramonda"                 | ۴۷       | ۱۰     |
| ۳   | لیتوانی    | سیلوستر بلت                   | "Luktelk"                 | ۱۱۹      | ۴      |
| ۴   | ایرلند     | بامبی تاگ                     | "Doomsday Blue"           | ۱۲۴      | ۳      |
| ۵   | اوکراین    | آلیونا آلیونا و جری هیل       | "Teresa & Maria"          | ۱۷۳      | ۲      |
| ۶   | لهستان     | لونا                          | "The Tower"               | ۳۵       | ۱۲     |
| ۷   | کرواسی     | بیبی لازانیا                  | "Rim Tim Tagi Dim"        | ۱۷۷      | ۱      |
| ۸   | ایسلند     | هرا بجورک                     | "Scared of Heights"       | ۳        | ۱۵     |
| ۹   | اسلوونی    | رایون                         | "Veronika"                | ۵۱       | ۹      |
| ۱۰  | فنلاند     | تیمو کیستری                   | "No Rules!"               | ۵۹       | ۷      |
| ۱۱  | مولدووا    | ناتالیا باربو                 | "In the Middle"           | ۲۰       | ۱۳     |
| ۱۲  | آذربایجان  | فاهری به همراه ایلکین دوولتوف | "Özünlə apar"             | ۱۱       | ۱۴     |
| ۱۳  | استرالیا   | الکتریک فیلدس                 | "One Milkali (One Blood)" | ۴۱       | ۱۱     |
| ۱۴  | پرتغال     | یولاندا                       | "Grito"                   | ۵۸       | ۸      |
| ۱۵  | لوکزامبورگ | تالی                          | "Fighter"                 | ۱۱۷      | ۵      |

### نیمه نهایی ۲
نیمه نهایی دوم در ۹ می ۲۰۲۴ در ساعت ۲۱:۰۰ سی‌ای‌اس‌تی) برگزار شد. شانزده کشور در نیمه نهایی دوم شرکت کردند.
| ردیف | کشور       | خواننده         | آهنگ                                                 | امتیازها | جایگاه |
| ---- | ---------- | --------------- | ---------------------------------------------------- | -------- | ------ |
| ۱    | مالت       | سارا بونیچی     | "Loop"                                               | ۱۳       | ۱۶     |
| ۲    | آلبانی     | بسا             | "Titan"                                              | ۱۴       | ۱۵     |
| ۳    | یونان      | مارینا ساتی     | "Zari"                                               | ۸۶       | ۵      |
| ۴    | سوئیس      | نمو             | "The Code"                                           | ۱۳۲      | ۴      |
| ۵    | Czechia    | آیکو            | "Pedestal"                                           | ۳۸       | ۱۱     |
| ۶    | اتریش      | کالین           | "We Will Rave"                                       | ۴۶       | ۹      |
| ۷    | دانمارک    | صبا             | "Sand"                                               | ۳۶       | ۱۲     |
| ۸    | ارمنستان   | لادانیوا        | "Jako"                                               | ۱۳۷      | ۳      |
| ۹    | لتونی      | دونس            | "Hollow"                                             | ۷۲       | ۷      |
| ۱۰   | سان مارینو | مگارا           | "۱۱:۱۱"                                              | ۱۶       | ۱۴     |
| ۱۱   | گرجستان    | ناتسا بوزالادزه | "Firefighter"                                        | ۵۴       | ۸      |
| ۱۲   | بلژیک      | موستی           | "Before the Party's Over"                            | ۱۸       | ۱۳     |
| ۱۳   | استونی     | ۵مینست و پولوپ  | "(Nendest) narkootikumidest ei tea me (küll) midagi" | ۷۹       | ۶      |
| ۱۴   | اسرائیل    | ادن گولان       | "Hurricane"                                          | ۱۹۴      | ۱      |
| ۱۵   | نروژ       | گوته            | "Ulveham"                                            | ۴۳       | ۱۰     |
| ۱۶   | هلند       | یوست کلاین      | "Europapa"                                           | ۱۸۲      | ۲      |

### فینال
فینال در ۱۱ مه ۲۰۲۴ در ساعت ۲۱:۰۰ سی‌ای‌اس‌تی انجام شد. «بقیه جهان» به‌عنوان کشورهای غیرشرکت‌کننده تحت جمع‌آوری رأی آنلاین واجد شرایط رای دادن بودند.
| R/O | Country    | Artist                  | Song                                                 | Points | Place |
| --- | ---------- | ----------------------- | ---------------------------------------------------- | ------ | ----- |
| ۱   | سوئد       | مارکوس و مارتینوس       | "Unforgettable"                                      | ۱۷۴    | ۹     |
| ۲   | اوکراین    | آلیونا آلیونا و جری هیل | "Teresa & Maria"                                     | ۴۵۳    | ۳     |
| ۳   | آلمان      | آیزاک                   | "Always on the Run"                                  | ۱۱۷    | ۱۲    |
| ۴   | لوکزامبورگ | تالی                    | "Fighter"                                            | ۱۰۳    | ۱۳    |
| 5   | هلند       | یوست کلاین              | "Europapa"                                           | —      | —     |
| ۶   | اسرائیل    | ادن گولان               | "Hurricane"                                          | ۳۷۵    | ۵     |
| ۷   | لیتوانی    | سیلوستر بلت             | "Luktelk"                                            | ۹۰     | ۱۴    |
| ۸   | اسپانیا    | نبولوسا                 | "Zorra"                                              | ۳۰     | ۲۲    |
| ۹   | استونی     | ۵مینست و پولوپ          | "(Nendest) narkootikumidest ei tea me (küll) midagi" | ۳۷     | ۲۰    |
| ۱۰  | ایرلند     | بامبی تاگ               | "Doomsday Blue"                                      | ۲۷۸    | ۶     |
| ۱۱  | لتونی      | دونس                    | "Hollow"                                             | ۶۴     | ۱۶    |
| ۱۲  | یونان      | مارینا ساتی             | "Zari"                                               | ۱۲۶    | ۱۱    |
| ۱۳  | بریتانیا   | الی الکساندر            | "Dizzy"                                              | ۴۶     | ۱۸    |
| ۱۴  | نروژ       | گوته                    | "Ulveham"                                            | ۱۶     | ۲۵    |
| ۱۵  | ایتالیا    | آنجلینا مانگو           | "La noia"                                            | ۲۶۸    | ۷     |
| ۱۶  | صربستان    | تیا دورا                | "Ramonda"                                            | ۵۴     | ۱۷    |
| ۱۷  | فنلاند     | تیمو کیستری             | "No Rules!"                                          | ۳۸     | ۱۹    |
| ۱۸  | پرتغال     | یولاندا                 | "Grito"                                              | ۱۵۲    | ۱۰    |
| ۱۹  | ارمنستان   | لادانیوا                | "Jako"                                               | ۱۸۳    | ۸     |
| ۲۰  | قبرس       | سلیا کاپسیس             | "Liar"                                               | ۷۸     | ۱۵    |
| ۲۱  | سوئیس      | نمو                     | "د کد"                                               | ۵۹۱    | ۱     |
| ۲۲  | اسلوونی    | رایون                   | "Veronika"                                           | ۲۷     | ۲۳    |
| ۲۳  | کرواسی     | بیبی لازانیا            | "Rim Tim Tagi Dim"                                   | ۵۴۷    | ۲     |
| ۲۴  | گرجستان    | ناتسا بوزالادزه         | "Firefighter"                                        | ۳۴     | ۲۱    |
| ۲۵  | فرانسه     | سلیمان                  | "Mon amour"                                          | ۴۴۵    | ۴     |
| ۲۶  | اتریش      | کالین                   | "We Will Rave"                                       | ۲۴     | ۲۴    |

#### اعلام کنندگان رای کشورها
سخنگوها امتیاز ۱۲ (بالاترین امتیاز) را از هیئت داوران ملی کشور خود به ترتیب زیر اعلام کردند.
1. Ukraine – جامالا
2. United Kingdom – جوانا لاملی
3. Luxembourg – دزیره نوسبوش
4. Azerbaijan – آیسل تیمورزاده
5. San Marino – Kida
6. Malta – Matt Blxck
7. Croatia – Ivan Dorian Molnar
8. Albania – Andri Xhahu
9. Czechia – Radka Rosická [cs]
10. Israel – Maya Alkulumbre [he]
11. Australia – دنی استرین
12. Denmark – Stéphanie Surrugue [da]
13. Spain – سورایا آرنلاس
14. Norway – Ingvild Helljesen[۷]
15. Germany – Ina Müller
16. Armenia – بریونت
17. Slovenia – Lorella Flego
18. Georgia – سوفو خالوشی
19. Switzerland – Jennifer Bosshard [de]
20. Moldova – Doina Stimpovschi
21. Greece – هلنا پاپارازیو
22. Estonia – بیرگیت ساراپ
23. Netherlands – None[ب]
24. Austria – Philipp Hansa
25. France – ناتاشا سنت پیر
26. Italy – Mario Acampa [it]
27. Finland – Toni Laaksonen[۸]
28. Portugal – میمیکت
29. Belgium – Livia Dushkoff
30. Iceland – فریوریک عمر
31. Latvia –  آندریس راینیس زیتمانیس
32. Ireland – پل هارینگتون
33. Poland – Viki Gabor
34. Cyprus – Loukas Hamatsos
35. Lithuania – مونیکا لینکته
36. Serbia – کانستراکتا
37. Sweden – فرانس

## پنج آهنگ برتر یوروویژن ۲۰۲۴
1. سوئیس: نیمو- کد[۹]
2. کرواسی: بیبی لازانیا - ریم تیم تاگی دیم
3. اوکراین: آلیونا آلیونا و جری هیل - ترزا اند ماریا
4. فرانسه: سلیمان - مون آمور
5. اسرائیل: اِدن گولان - هاریکین[۲]